# Mount Desert Island Hiking Trail System
Le Mount Desert Island Hiking Trail System est un réseau de sentiers de randonnée américain dans le comté de Hancock, dans le Maine. Situé au sein du parc national d'Acadia sur l'île des Monts Déserts, il est inscrit au Registre national des lieux historiques depuis le 8 avril 2022.